# Paul Junger Witt
Paul Junger Witt (20 de marzo de 1941 – Los Ángeles, 27 de abril de 2018) fue un productor de cine y televisión estadounidense. Él, junto a sus socios Tony Thomas y Susan Harris (su mujer), produjeron series de televisión tan conocidas como Here Come the Brides, Mamá y sus increíbles hijos, Las chicas de oro, Enredo, Benson, It's a Living, Nido vacío o Blossom entre otros. La mayoría de sus series fueron producidas por su propia productora, Witt/Thomas Productions fundada en 1975. Witt también produjo películas como El club de los poetas muertos (Dead Poets Society), Tres reyes (Three Kings) o Insomnio. 

## Vida privada
Graduado en la Universidad de Virginia, Witt se casó con Ann McLaughlin con la que tuvo tres hijos, Christopher, Anthony, and Genevieve. Después de su divorcio, se casó con Susan Harris el 18 de septiembre de 1983 con el que tuvo un hijo másː Oliver Witt.

## Filmografía

### Cine
| Año  | Película           | Ref.                     |
| ---- | ------------------ | ------------------------ |
| 1984 | Firstborn          |                          |
| 1989 | Dead Poets Society |                          |
| 1992 | Final Analysis     |                          |
| 1994 | Mixed Nuts         |                          |
| 1999 | Three Kings        |                          |
| 2002 | Insomnia           |                          |
| 2011 | A Better Life      | Final film as a producer |

### Television
| Year    | Title                           | Credit              | Notes              |
| ------- | ------------------------------- | ------------------- | ------------------ |
| 1966−67 | Occasional Wife                 | Productor asociado  |                    |
| 1967−68 | The Second Hundred Years        | Productor asociado  |                    |
| 1968−70 | Here Come the Brides            |                     |                    |
| 1970−71 | The Partridge Family            |                     |                    |
| 1971    | Getting Together                |                     |                    |
| 1971    | Brian's Song                    |                     | Telefilm           |
| 1972    | Bobby Jo and the Good Time Band |                     | Telefilm           |
| 1972    | No Place to Run                 |                     | Telefilm           |
| 1972    | Home for the Holidays           |                     | Telefilm           |
| 1972    | The Rookies                     |                     |                    |
| 1973    | A Cold Night's Death            |                     | Telefilm           |
| 1973    | The Letters                     |                     | Telefilm           |
| 1973    | Blood Sport                     |                     | Television film    |
| 1974    | Remember When                   |                     | Telefilm           |
| 1974    | The Gun and the Pulpit          | productor ejecutivo | Telefilm           |
| 1975    | Satan's Triangle                | productor ejecutivo | Telefilm           |
| 1975    | Fay                             | productor ejecutivo |                    |
| 1976    | Griffin and Phoenix             | productor ejecutivo | Telefilm           |
| 1976    | High Risk                       | productor ejecutivo | Telefilm           |
| 1976    | The Practice                    | productor ejecutivo |                    |
| 1977    | Loves Me, Loves Me Not          |                     |                    |
| 1980    | The Yeagers                     | productor ejecutivo |                    |
| 1980    | Trouble in High Timber Country  | productor ejecutivo | Telefilm           |
| 1977−81 | Soap                            | productor ejecutivo |                    |
| 1980−81 | I'm a Big Girl Now              | productor ejecutivo |                    |
| 1982    | It Takes Two                    | productor ejecutivo |                    |
| 1983    | Condo                           | productor ejecutivo |                    |
| 1985    | Hail to the Chief               | productor ejecutivo |                    |
| 1979−86 | Benson                          | productor ejecutivo |                    |
| 1986    | Tough Cookies                   | productor ejecutivo |                    |
| 1986    | Comedy Factory                  | productor ejecutivo |                    |
| 1986−87 | One Big Family                  | productor ejecutivo |                    |
| 1987    | The Line                        | productor ejecutivo | Television film    |
| 1987    | Mama's Boy                      |                     |                    |
| 1980−89 | It's a Living                   | productor ejecutivo |                    |
| 1989    | Heartland                       | productor ejecutivo |                    |
| 1990    | The Earth Day Special           | productor ejecutivo | Television special |
| 1990    | We'll Take Manhattan            | productor ejecutivo | Television film    |
| 1987−90 | Beauty and the Beast            | productor ejecutivo |                    |
| 1991    | Good & Evil                     | productor ejecutivo |                    |
| 1990−91 | Lenny                           | productor ejecutivo |                    |
| 1992    | Walter & Emily                  | productor ejecutivo |                    |
| 1985−92 | The Golden Girls                | productor ejecutivo |                    |
| 1992    | Woops!                          | productor ejecutivo |                    |
| 1992−93 | The Golden Palace               | productor ejecutivo |                    |
| 1993    | Country Estates                 | productor ejecutivo | Television film    |
| 1991−94 | Herman's Head                   | productor ejecutivo |                    |
| 1991−94 | Nurses                          | productor ejecutivo |                    |
| 1994    | Daddy's Girls                   | productor ejecutivo |                    |
| 1994    | Close to Home                   | productor ejecutivo | Television film    |
| 1990−95 | Blossom                         | productor ejecutivo |                    |
| 1995    | Muscle                          | productor ejecutivo |                    |
| 1988−95 | Empty Nest                      | productor ejecutivo |                    |
| 1995    | The Office                      | productor ejecutivo |                    |
| 1996    | Local Heroes                    | productor ejecutivo |                    |
| 1996    | Radiant City                    | productor ejecutivo | Television film    |
| 1996    | Common Law                      |                     |                    |
| 1995−96 | Minor Adjustments               | productor ejecutivo |                    |
| 1993−96 | The John Larroquette Show       | productor ejecutivo |                    |
| 1995−97 | Brotherly Love                  | productor ejecutivo |                    |
| 1996−97 | Pearl                           | productor ejecutivo |                    |
| 1998    | The Secret Lives of Men         | productor ejecutivo |                    |
| 1999    | Everything's Relative           | productor ejecutivo |                    |
| 2014    | Feed Me                         | productor ejecutivo |                    |
| 2012−16 | Beauty & the Beast              | productor ejecutivo |                    |

## Premios y nominaciones
Premios Óscar
| Año  | Categoría                 | Película                      | Resultado |
| ---- | ------------------------- | ----------------------------- | --------- |
| 1990 | Óscar a la mejor película | El club de los poetas muertos | Nominado  |